# Systeminformatiker
Der Ausbildungsberuf des Systeminformatikers entstand im Zuge der Neuordnung der Elektroberufe und löst im Wesentlichen die drei Bereiche des Kommunikationselektronikers ab. Im Detail sind dies die Informationstechnik, Fernmeldetechnik sowie die Nachrichten- bzw. Funktechnik.
Entgegen allgemeiner Annahme ist der Anteil der Elektrotechnik in diesem Berufsbild weitaus höher gewichtet als der der Informatik, weshalb der oftmals angestellte Vergleich mit dem Beruf des Fachinformatikers nur wenig zutreffend ist. Eine dem tatsächlichen Aufgabenbereich am nächsten kommende Bezeichnung wäre „Elektroniker für Kommunikationstechnik mit angewandter Informatik“, wobei ihre Fähigkeiten die eines Elektronikers bei weitem übersteigen. Jedoch ist der Umfang beider Ausbildungen gleich.
Dabei spielt die Vernetzung industrieller Informationen eine zentrale Rolle: Sensoren erfassen elektrische und nichtelektrische Prozessgrößen wie Temperatur, Druck, Weg, Winkel etc., leiten sie über ein Feldbussystem an einen Prozessrechner (z. B. ein Mikrocontrollersystem) weiter, wo sie verarbeitet und von wo sie gegebenenfalls an ein Leitrechnersystem zur Visualisierung übertragen werden.
Oft wird vom Ausbildungsbetrieb, unterstützt durch Schulungen und Unterweisungen, der Systeminformatiker als Systemadministrator eingesetzt.
Die Elektronik der Sensorschaltungen, die Übertragungs- und Interfacetechnik sind neben der Mikrocontrollertechnik wichtige Ausbildungsinhalte.
Die erlernten Programmiersprachen werden hauptsächlich vom Ausbildungsbetrieb vorgegeben wie zum Beispiel Assembler, C, C++, Object Pascal und viele mehr. In der Berufsschule stützt man sich hauptsächlich auf die Programmiersprachen C im Bereich Mikrocontroller und Java für die objektorientierte Programmierung auf PCs.
Die zentral entworfenen PAL-Prüfungen gehen besonders auf diese Zusammenhänge ein, die IHK verwendet daher in den Prüfungen ein Mikrocontrollersystem, das in C programmiert wird.
Dem Systeminformatiker wird aber ermöglicht, sich für einen betrieblichen Auftrag zu entscheiden. Dieser ermöglicht auch die Verwendung anderer Programmiersprachen.
Die Berufsbezeichnung wurde mit Wirkung zum 1. August 2013 in Elektroniker für Informations- und Systemtechnik umbenannt. Damit soll die Zugehörigkeit zur Berufsgruppe der industriellen Elektroberufe stärker als bislang herausgestellt werden.